# Ghorian
Ghorian ist ein Distrikt in der Provinz Herat im Westen Afghanistans.
Der Distrikt Ghorian liegt im Westen der Provinz.
Er besitzt eine gemeinsame Grenze mit dem Iran.
Der Distrikt erstreckt sich über eine Fläche von 7.934 km². Die Einwohnerzahl beträgt 106.010 (Stand: 2022).

## Wirtschaft
In Ghorian wird Opium angebaut. Seit 2004 entwickelt sich der Safrananbau rasant. Seitdem verdoppelte sich jedes Jahr die Anbaufläche für das Gewürz (derzeit Anfang 2011).